# Marpissa nivoyi
Espèce
Marpissa nivoyi est une espèce d'araignées aranéomorphes de la famille des Salticidae.

## Répartition et habitat
Découverte en Algérie, cette espèce est également présente en Europe, au Maroc, en Turquie et en Iran. Cette araignée vit sur les plantes sur les dunes côtières, dans les prairies humides et aux abords des cours d’eau,,. 

## Description
Le mâle mesure entre 3,6 et 4,6 mm et la femelle entre 4,7 et 6,3 mm. On reconnaît cette espèce à la position des pattes, tendues devant la tête lors des déplacements.

## Systématique et taxinomie
L'espèce est décrite sous le nom de Salticus nivoyi par Hippolyte Lucas en 1846. En 1876, elle est reclassée dans le genre Hyctia par Eugène Simon puis, en 1976, dans le genre Marpissa par Jerzy Prószyński.
Marpissa nivoyi a pour synonymes :
- Hyctia nivoyi (P.H. Lucas, 1846)
- Salticus nivoyi P.H. Lucas, 1846

## Étymologie
L'épithète spécifique, nivoyi, lui est donné en l'honneur de M. De Nivoy, propriétaire du jardin où l'espèce a été découverte, à Kouba, près d’Alger.

## Publication originale
- Hippolyte Lucas, « Histoire naturelle des animaux articulés », Exploration scientifique de l'Algérie pendant les années 1840, 1841, 1842 publiée par ordre du Gouvernement et avec le concours d'une commission académique. Paris, Sciences physiques, Zoologie, vol. 1, 1846, p. 89-271, pl. 1-17 lire en ligne